# Esposizione pubblica della salma

Esposizione della salma di Gandhi.

L'esposizione pubblica della salma è un rito tradizionale nel quale il corpo di un defunto, in una bara aperta o chiusa, viene esposto al pubblico affinché vi renda omaggio. In altri casi, la salma può essere esposta a scopo denigratorio. Normalmente, quando il morto era una persona celebre (politico, sportivo, personaggio dello spettacolo), l'esposizione ha luogo in un edificio pubblico rilevante. Le norme e tradizioni che regolano l'esposizione cambiano da stato a stato.

## Europa

### Italia

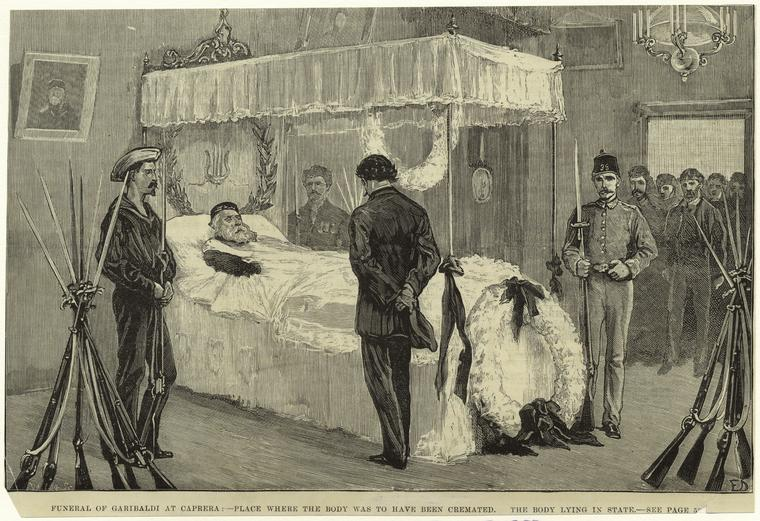
Esposizione della salma di Giuseppe Garibaldi (ritratto del 1882).

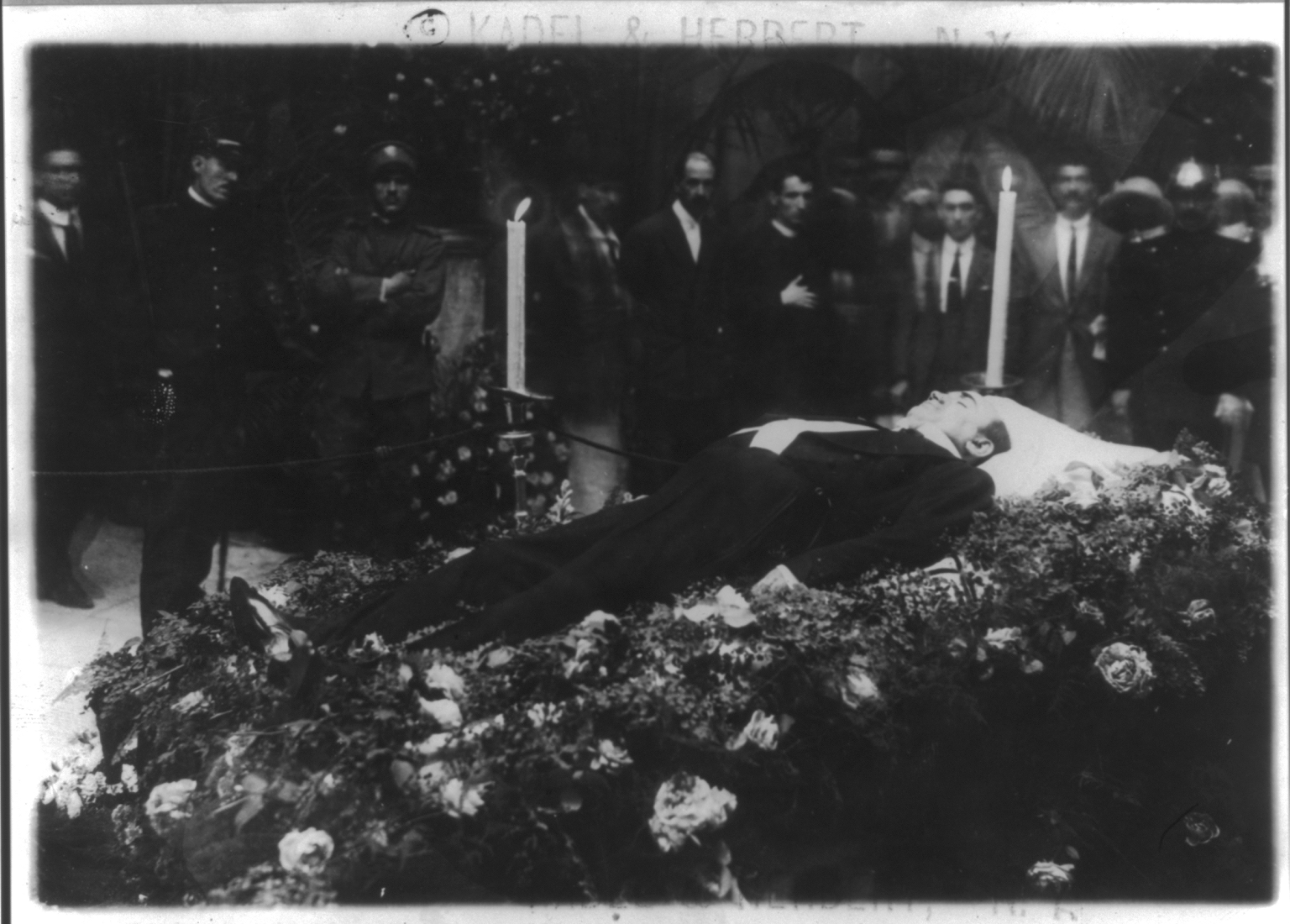
Esposizione della salma di Enrico Caruso.

In Italia le esposizioni al pubblico avvengono soprattutto durante i funerali di Stato e il corpo non viene mostrato direttamente in quanto rimane chiuso nella bara.
Vi sono casi di esposizione pubblica quali le ostensioni perpetue dei corpi dei santi.
A scopo denigratorio fu esposta, ad esempio, la salma martoriata di Benito Mussolini.

### Città del Vaticano

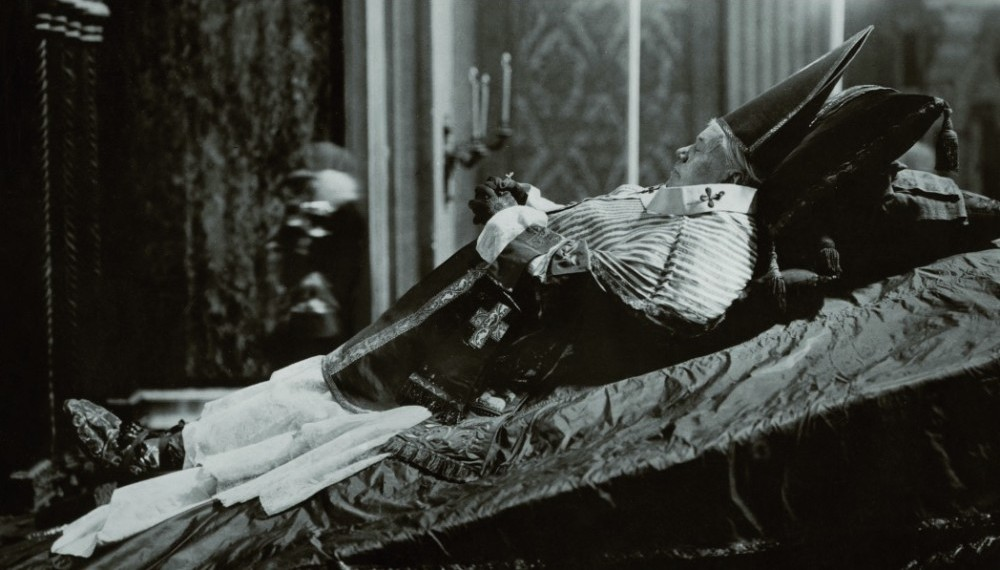
Esposizione della salma di papa Pio X.

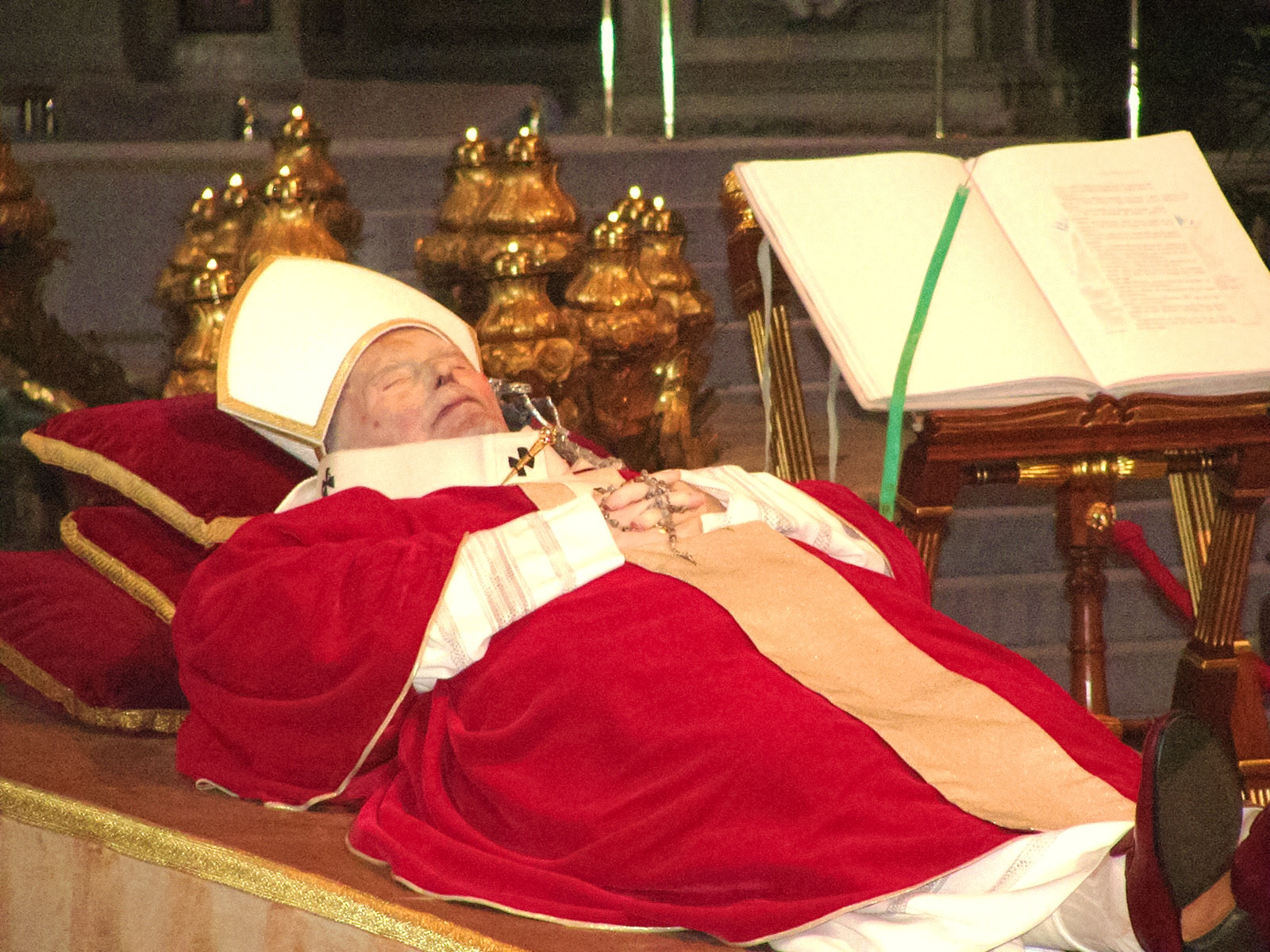
Esposizione della salma di papa Giovanni Paolo II.

In Vaticano esporre la salma del papa appena morto è una tradizione secolare. Fino al 1978 era previsto che la salma, vestita dei paramenti liturgici, dovesse essere sempre visibile fino alla conclusione delle esequie: solo allora veniva deposta nella bara e quindi tumulata. 
Particolare fu ciò che avvenne nel 1958 durante l'esposizione del corpo di papa Pio XII: a causa di un errore nell'imbalsamazione, la salma ebbe una decomposizione accelerata, arrivando a deformarsi e a emanare cattivo odore tanto da provocare lo svenimento di alcune guardie del picchetto d'onore.
A seguito delle modifiche apportate da papa Paolo VI, l'esposizione "visibile" è limitata alla camera ardente (allestita dapprima nel Palazzo Apostolico, poi nella Basilica di San Pietro), dopodiché il corpo viene collocato nella bara poco prima del funerale.

### Regno Unito

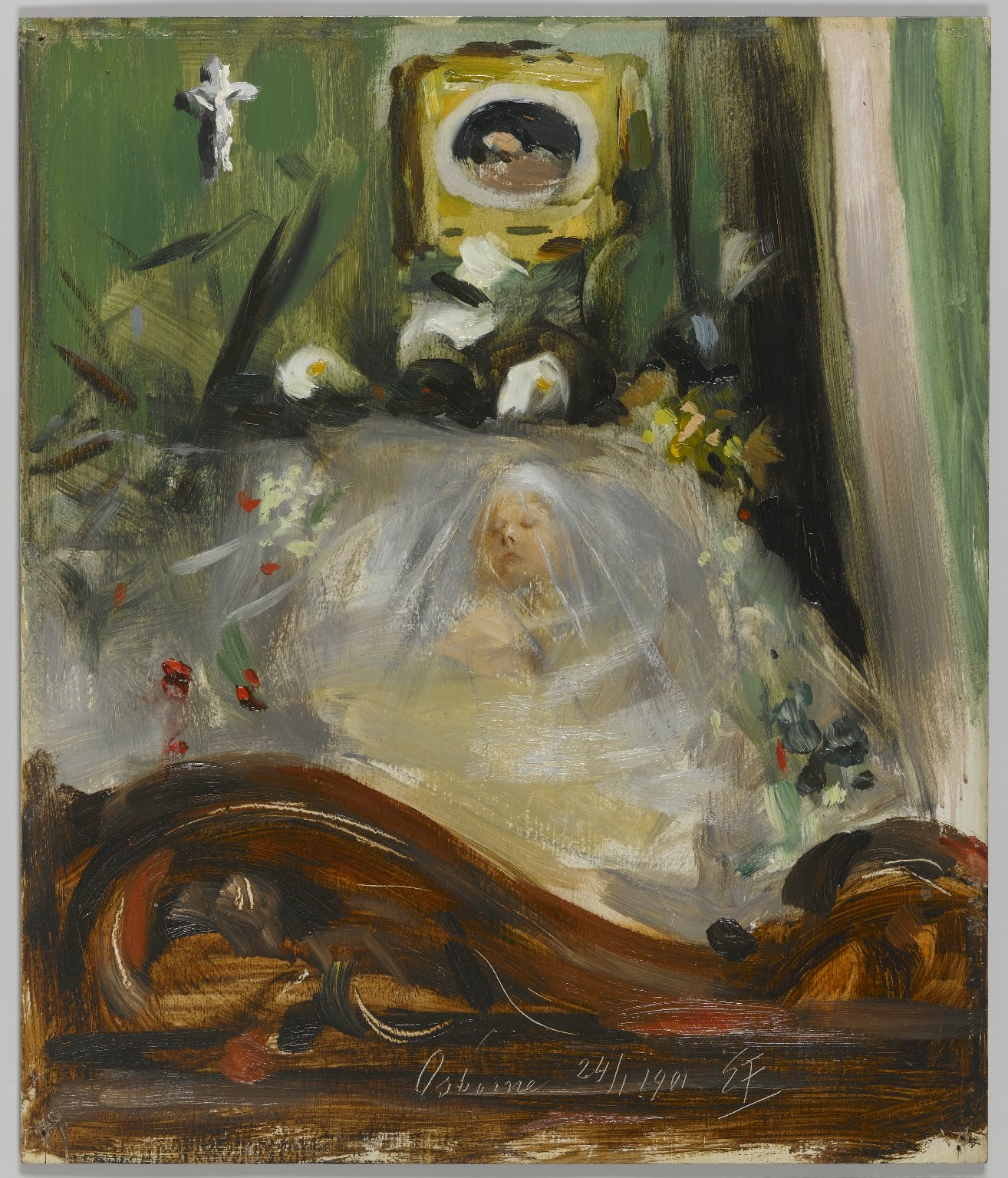
Emil Fuchs, Queen Victoria lying in state (1901)

Nei funerali di Stato nel Regno Unito la bara viene esposta su un catafalco a Westminster Hall e sorvegliata tutto il giorno da quattro uomini delle Forze Armate, che cambiano i turni ogni sei ore. In tre casi la guardia fu montata direttamente da membri della famiglia reale:
- in occasione dei funerali di re Giorgio V nel 1936, quando la guardia fu montata da re Edoardo VIII, da Alberto, duca di York, da Henry, duca di Gloucester e da Giorgio, duca di Kent;
- in occasione dei funerali della Regina Madre Elizabeth nel 2002, quando la guardia fu montata dai nipoti Carlo, principe di Galles, Andrea, duca di York, Edoardo, conte di Wessex e David Armstrong-Jones, Visconte Linley.
- in occasione del funerale della regina Elisabetta II nel 2022, quando la guardia fu montata dai figli re Carlo III,  Anna, principessa reale, Andrea, duca di York ed Edoardo, conte di Wessex.

## Americhe

### Stati Uniti

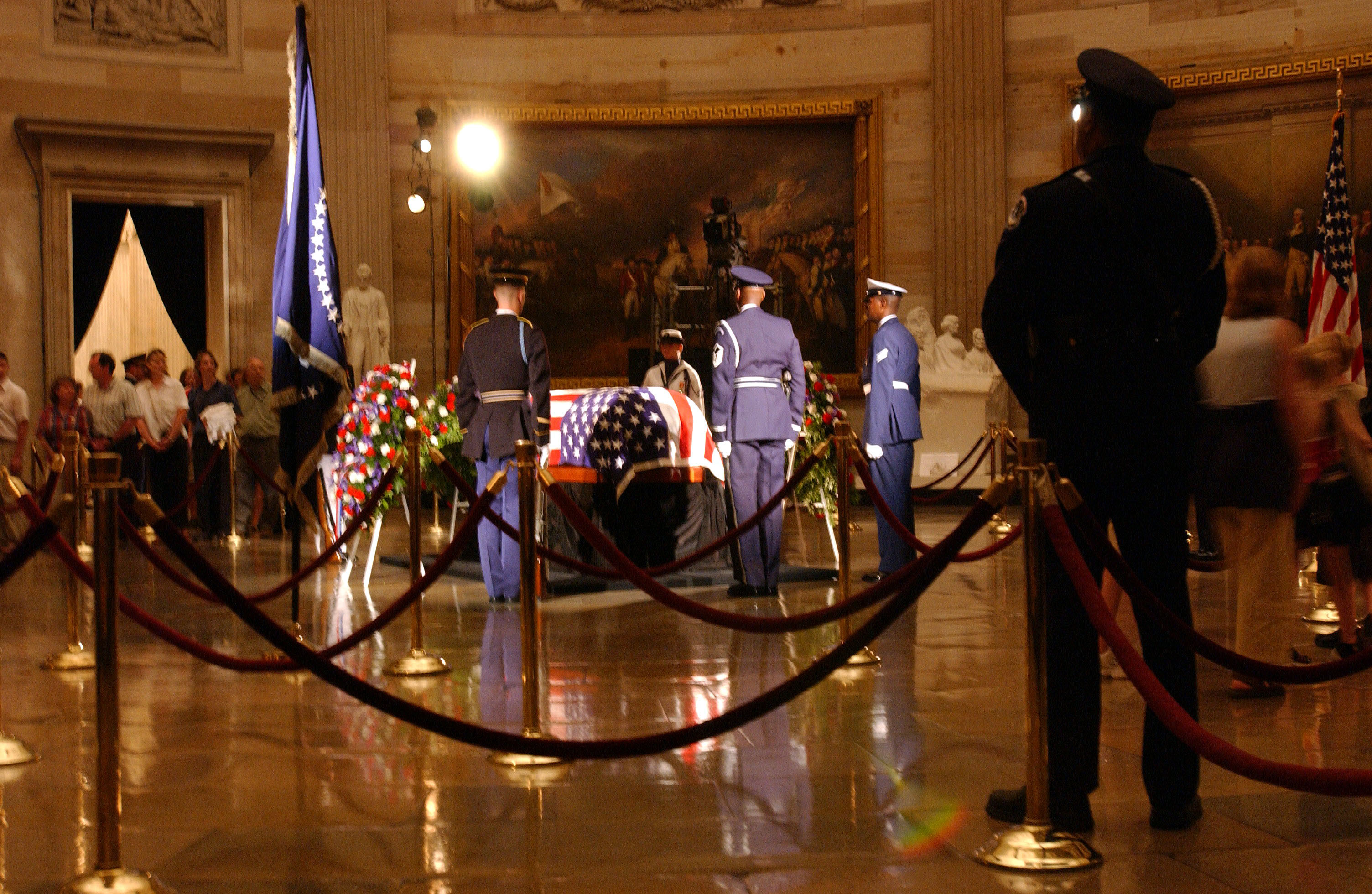
Esposizione della bara di Ronald Reagan.

Negli Stati Uniti d'America la bara viene esposta al Campidoglio di Washington e sorvegliata tutto il giorno da quattro uomini delle Forze Armate. Questo onore è però riservato solo a Presidenti, membri del Congresso e comandanti militari.